# Stiring-Wendel
Stiring-Wendel – miejscowość i gmina we Francji, w regionie Grand Est, w departamencie Mozela.
Według danych na rok 1990 gminę zamieszkiwały 13 743 osoby, a gęstość zaludnienia wynosiła 3817 osób/km² (wśród 2335 gmin Lotaryngii Stiring-Wendel plasuje się na 25. miejscu pod względem liczby ludności, natomiast pod względem powierzchni na miejscu 1128.).